# سندرم پاسخ التهابی سیستمیک
سندرم پاسخ التهابی سیستمیک (انگلیسی: Systemic inflammatory response syndrome) یک وضعیت التهابی است که سرتاسر بدن را تحت تأثیر قرار می‌دهد. این وضعیت در واقع پاسخ بدن به یک تهاجم عفونی یا غیرعفونی است. با آنکه عنوانِ رسمیَ این عارضه به «التهابی» بودن آن اشاره دارد، اما در واقعیت، واجد هر دو بخشِ «التهابی» و «ضد التهابی» در خود است.

## عواقب
سندرم پاسخ التهابی سیستمیک معمولاً منجر به نارسایی یک یا چند دستگاه زیستی بدن می‌شود. برخی از این عواقب عبارتند از:
- نارسایی حاد کلیه
- شوک
- سندرم نارسایی چندین دستگاه زیستی

## دلایل
علل به‌وجود آمدن سندرم پاسخ التهابی سیستمیک به‌طور کلی به دو دستهٔ عفونی و غیرعفونی تقسیم می‌شود:
- عفونت‌های ناشی از باکتری
- مالاریا
- تروما
- سوختگی
- پانکراتیت
- ایسکمی
- خونریزی

علل دیگر عبارتند از:
- عوارض ناشی از جراحی
- نارسایی غدد فوق کلیوی
- آمبولی ریه
- آنوریسم آئورت
- تامپوناد قلبی
- آنافیلاکسی
- مصرف بیش از حد دارو

## تشخیص
| یافته          | میزان عددی |
| -------------- | --- |
| دمای بدن انسان | کمتر از ۳۶ درجه سلسیوس (۹۶٫۸ درجه فارنهایت) یا بیشتر از ۳۸ درجه سلسیوس (۱۰۰٫۴ درجه فارنهایت)                                               |
| میزان تپش قلب  | بیش از ۹۰ بار در دقیقه |
| تعداد تنفس     | بیش از ۲۰ بار در دقیقه یا PaCO2 کمتر از ۳۲ میلی‌متر جیوه (۴٫۳ کیلو پاسکال)                                                                  |
| گلبول‌های سفید  | کمتر از ۴x۱۰۹/L ( کمتر از ۴۰۰۰ در میلی‌متر مکعب)، بیش از ۱۲x۱۰۹/L (بیش از ۱۲٬۰۰۰ در میلی‌متر مکعب)، یا ۱۰% نوتروفیل‌های نابالغ (سلول‌های باند) |

سندرم پاسخ التهابی سیستمیک یک وضعیت خطرناک است که با بروز التهاب گسترده در بدن و نارسایی و اختلال دستگاه‌های زیستی مرتبط است. این عارضه نوعی سندرم آزادسازی سیتوکین است که طی آن، سیستم تنظیمی برخی سیتوکین‌ها به‌هم می‌خورد. سندرم پاسخ التهابی سیستمیک ارتباط نزدیکی با سپتیسمی دارد که در آن، بیماران علاوه بر علائم این عارضه، نشانه‌هایی از ابتلا به عفونت را نیز دارند.
بسیاری از متخصصان، معیارهای تشخیصی این عارضه را بیش از حد «حساس» می‌دانند، چرا که مطابق آن، تقریباً تمامی کسانی که در بخش مراقبت‌های ویژه (ICU) بستری می‌شوند (بیش از ۹۰٪)، این معیارها را دارا هستند.

### بزرگسالان
گزیده‌ای از علائم سندرم پاسخ التهابی سیستمیک شامل این موارد است:
- دمای بدن کمتر از ۳۶ درجهٔ سانتی‌گراد یا بیشتر از ۳۸ درجهٔ سانتی‌گراد
- ضربان قلب بیش از ۹۰ بار در دقیقه
- سرعت تنفس بیش از ۲۰ بار در دقیقه، یا آنکه فشار نسبی دی‌اُکسید کربن در سرخ‌رگ‌ها بیش از ۳۲ میلی‌متر جیوه (۴/۳ کیلوپاسکال) باشد.
- تعداد گلبول‌های سفید کمتر از ۴۰۰۰ در میلی‌متر مکعب یا بیشتر از ۱۲٬۰۰۰ در میلی‌متر مکعب باشد، یا آنکه بیش از ۱۰٪ آنها، سلول‌های نوتروفیل نابالغ (band) باشند. هنگامی که میزان این سلول‌های نابالغ بیش از ۳٪ باشد، به آن «باندمی» یا «شیفت به چپ» می‌گویند.

اگر فردی، دو یا بیش‌تر از دو معیار یاد شده را داشته باشد (با یا بدون عفونت)، ممکن است دچار سندرم پاسخ التهابی سیستمیک باشد. افرادی که این عارضه را به‌همراه نارسایی حاد دستگاه‌های زیستی دارند، دچار سندرم پاسخ التهابی سیستمیک «شدید» هستند.
لازم به یادآوری است که تب و افزایش تعداد گلبول‌های سفید از خصوصیات واکنش فاز حاد است. تندتپشی نشانهٔ اولیه اختلال همودینامیک است. تندنفسی نیز ناشی از افزایش استرس‌های متابولیک به سبب عفونت یا التهاب است، یا آنکه ممکن است نشانهٔ شومی از خونرسانی ناکافی باشد که متابولیسم بی‌هوازی سلولی را در پی دارد.

### کودکان
«اجماع بین‌المللی سپسیس کودکان» چندین تعدیل در معیارهای تشخیصی این عارضه را در کودکان پیشنهاد نموده‌است.
در کودکان، معیارهای تشخیصی سندرم پاسخ التهابی سیستمیک به صورت زیر تعدیل شده‌است:
- میزان تپش قلب بیش از ۲ انحراف معیار بالاتر از حد مجاز و طبیعی آن سن، و در غیاب محرک‌های دیگری چون درد و تجویز دارو باشد، یا آنکه تپش قلب مداوم و غیرقابل توضیحی بیش از ۳۰ دقیقه تا ۴ ساعت مشاهده شود. در شیرخواران اگر میزان تپش قلب کمتر از صدک دهم (10th percentile) برای سن باشد، مشروط بر آنکه ناشی از تحریک عصب واگ، مسدودکننده گیرنده آدرنرژیک بتا یا نقص مادرزادی قلب نباشد، یا آنکه نوزاد دچار تپش قلب مداوم و غیرقابل توضیح بیش از ۳۰ دقیقه گردد.
- سنجش دهانی، مقعدی، پروب کاتتر فولی یا کاتتر سیاهرگ مرکزی دمای بدن، عددی کمتر از ۳۶ درجهٔ سانتی‌گراد یا بیشتر از ۳۸/۵ درجهٔ سانتی‌گراد را نشان دهد.
- تعداد تنفس بیش از ۲ انحراف معیار بالاتر از حد مجاز و طبیعی آن سن باشد، یا آنکه کودک نیازمند تنفس مکانیکی (بدون حضور بیماری عصبی-ماهیچه‌ای یا تجویز داروهای بیهوشی) باشد.
- تعداد گلبول‌های سفید بالاتر یا پائین‌تر از حد طبیعی آن سن باشد و علتش نیز شیمی‌درمانی نباشد، یا آنکه بیش از ۱۰٪ از گلبول‌های سفید، سلول‌های نوتروفیل نابالغ (band) باشند.

در کودکان وجود تب و تغییر در تعداد گلبول‌های سفید برای تشخیص سندرم پاسخ التهابی سیستمیک الزامی است.

## درمان
درمان این بیماری معطوف به رفع عامل زمینه‌ای ایجادکننده یا عوامل تشدیدکننده آن است. مثلاً تجویز مایعات وریدی در کسانی که دچار کم‌حجمی خون هستند؛ پرهیز از خوردن در پانکراتیت، تجویز اپی‌نفرین/کورتون/دیفن‌هیدرامین در موارد آنافیلاکسی. در کارآزمایی‌های بالینی، مصرف سلنیم، گلوتامین و ایکوزاپنتانوییک اسید در بهبود علائم سودمند بوده‌است. سایر آنتی‌اکسیدان‌ها نظیر ویتامین ئی نیز ممکن است تا حدی اثربخش باشند.
برای پیشگیری از شوک عفونی، چندین روش تشخیصی و همچنین پروتکل درمان عفونت‌ها و سپتیسمی به‌وجود آمده‌است. به‌عنوان نمونه، معیارهای تشخیصی سندرم پاسخ التهابی سیستمیک همان‌طور که ذکر شد، ممکن است بیش از حد برای تشخیص سپتیسمی «حساس» باشند؛ با این حال این معیارها فاقد «ویژگی» هستند. دلیل استفاده از چنین معیارهایی آن است که اطمینان حاصل شود که بیماران بالقوه در همان مراحل اولیهٔ ابتلا، درمان‌های کافی را دریافت می‌دارند.
اگر سندرم پاسخ التهابی سیستمیک ناشی از مِـش‌های جراحی (Surgical mesh) باشد، گاهی لازم است تا مِـش‌های پلی‌پروپیلن را از بدن خارج کرد.

## تاریخچه
مفهوم اولیه سندرم پاسخ التهابی سیستمیک نخستین بار توسط «ویلیام آر. نلسون» از دپارتمان جراحی دانشگاه تورنتو در «کنفرانس نوردیک میکروسیرکولیشن» در سال ۱۹۸۳ میلادی مطرح شد. پس از آن به مدت یک دهه، او و برخی همکارانش چون «ی. واگه» از دانشگاه اسلو، «دی. بیگر» از بیمارستان کودکان سیک‌کیدز در تورنتو، «دی. سپرو» از دانشگاه بوستون و «مووات» از دپارتمان آسیب‌شناسی دانشگاه تورنتو بر روی آن مطالعه و تحقیق کردند. این تجریبات آزمایشگاهی سپس به مرحله اجرای بالینی رسید و «ویلیام آر. نلسون» نخستین «واحد تروما» در کانادا را پایه‌گذاری کرد. از اواسط دههٔ ۱۹۸۰ میلادی، سندرم پاسخ التهابی سیستمیک در دانشکدهٔ دندانپزشکی دانشگاه تورنتو توسط «مایلز جانسون» که استاد دپارتمان آسیب‌شناسی دانشگاه تورنتو بود و همچنین به دانشجویان دورهٔ تخصص جراحی که دورهٔ آموزشی چرخشی خود را در واحد ترومای بیمارستان سانی‌بروک تورنتو می‌گذراندند، تدریس می‌شد. این مفهوم و عارضهٔ پزشکی در سال ۱۹۹۱ توسط «کالج پزشکان قفسهٔ سینه آمریکا» /کنفرانس تبادل نظر و اجماع تخصصی «انجمن پزشکان مراقبت‌های ویژه» جهت تشخیص زودهنگام سپتیسمی مورد پذیرش واقع شد. و بدین ترتیب در سال ۱۹۹۲ میلادی، معیارهای تشخیصی سندرم پاسخ التهابی سیستمیک ایجاد شد. توجه داشته باشید که این معیارها «غیر اختصاصی» هستند و باید آنها را بر حسب موقعیت و شرایط بالینی موجود تفسیر و استفاده نمود.